# Livingston (Carolina del Sud)
Livingston è un comune degli Stati Uniti d'America, situato in Carolina del Sud, nella Contea di Orangeburg.